# 200 Mph
200 Mph is een Amerikaanse film uit 2011 van The Asylum met Jaz Martin. De film werd op 26 april 2011 uitgebracht als direct-naar-video. 200 Mph is een mockbuster van de Universal Pictures film Fast Five uit 2011.

## Verhaal
Nadat de oudere broer van een amateurautocoureur is omgekomen bij een auto-ongeluk, besluit de jongere broer de wereld van de illegale straatraces te betreden. Hij waagt zijn leven uit wraak voor het verlies van zijn broer.

## Rolverdeling
| Acteur                | Personage       |
| --------------------- | --------------- |
| Jaz Martin            | Rick Merchant   |
| Hennely Jimenez       | Kelly Garcia    |
| AnnaMaria Demara      | Claudia         |
| Darren Anthony Thomas | Kayce           |
| Zedrick Restauro      | Phong           |
| Jared Kahn            | Albert          |
| Paul Logan            | Officer Flynn   |
| Janet Tracy Keijser   | Debbie Merchant |
| Tommy Nash            | Tom Merchant    |
| Sam Aaron             | Lou             |
| Cleo Berry            | Jake            |
| Makelaie              | Domingo Juarez  |
| Pason                 | Amber           |
| Meredith Thomas       | Cherrie         |
| Michael Gaglio        | Dr. Steven      |